# Римаренко Юрій Іванович
Юрій Іванович Римаренко (9 травня 1929, Богуслав — 10 вересня 2006) — радянський кдбіст, розвідник, філософ, правознавець і політолог, доктор філософських наук (з 1974 року), професор (з 1982 року), член-кореспондент Академії правових наук України (з 2000 року), академік Міжнародної академії інформатики (з 1996 року). Автор українофобського пасквіля «Буржуазний націоналізм та його „теорія“ нації».

## Життєпис
Народився 9 травня 1929 року у місті Богуславі в родині вчителів. У 1930 році його батьки переїхали до Черкас. Середню освіту здобув у Черкаській школі № 2. Після закінчення у 1952 році юридичного факультету Київського університету працював у зовнішній розвідці МДБ СРСР, КДБ при РМ СРСР оперативним працівником. У 1964–1966 роках навчався в аспірантурі історичного факультету Київського університету.
У 1965–1970 роках — науковий співробітник Інституту філософії. У 1967 році захистив кандидатську дисертацію на тему: «Деятельность КП(б)У по воспитанию трудящихся в духе пролетарского интернационализма и непримиримости к буржуазному национализму в 1921–1922 годах». З 1970 року — старший науковий співробітник Інституту історії АН УРСР. У 1974 році здобув
науковий ступінь доктора філософських наук на підставі захисту дисертації «Критика буржуазно-националистических доктрин нации
и национальных отношений», в основу якої була покладена монографія «Націоналізм і його теорія нації» (Київ, 1973).
Від 1977 року — начальник кафедри філософії, згодом — проректор з наукової роботи Київської ВШ МВС СРСР. З 1992 року працював в Інституті держави і права імені В. М. Корецького НАН України головним науковим співробітником відділу історико-політологічних досліджень держави і права України; одночасно у 1995–2002 роках, — завідувач кафедри гуманітарних дисциплін Київського університету права. З 2002 року — професор кафедри адміністративної діяльності НАВСУ, керівник проєкту «Міжнародна поліцейська енциклопедія». Фундатор і президент незалежого дослідницького центру «Етнодержавознавчі студії: парадигма нова». Член спеціалізованих рад по захисту докторських дисертацій з права та політології при Інституті держави і права імені В. М. Корецького та Інституті міжнародних відносин при Київському національному університеті імені Тараса Шевченка. Брав участь у розробці ряду законопроєктів, що стосуються: концепції державної етнонаціональної політики; статусу кримськотатарського народу і статусу біженців; реформування органів внутрішніх справ.
Помер 10 вересня 2006 року.

## Наукова діяльність
Досліджував проблеми історії та теорії держави і права, філософії права, прав людини, політології, етнополітології, етнофілософії, націософії. Започаткував нові напрями наук, досліджень: етнодержавознавство, міграційне право (міграцієзнавство), етнокультурознавство. Основні праці:
- «Жовто-блакитний „месія“» (1969);
- «Український буржуазний націоналізм — ворог інтернаціонального єднання трудящих» (1970);
- «Буржуазний націоналізм та його „теорія“ нації» (1974);
- «Ми − патріоти й інтернаціоналісти» (1978);
- «Вопросы уголовного права и процесса в практике деятельности органов внутренних дел» (1979);
- «Антикоммунистический альянс» (1981);
- «З ким і проти кого» (1983);
- «Марксистко-ленинская теория нации и социалистическая практика» (1985);
- «Буржуазный национализм и клерикализм» (1986);
- «Дружбою здружені» (співавтор; 1987);
- «Контрпропагандистская работа в специализированном вузе» (1987);
- «Воспитание непримиримости к национализму» (1989);
- «Етнонаціональний розвій України» (1993);
- «Мала енциклопедія етнодержавознавства» (1996, у співавторстві);
- «Національний розвій України» (1996);
- «Національне буття в контексті державотворення» (1997);
- «Людина, нація, держава» (1997, у співавторстві);
- «Основи етнодержавознавства» (1997, у співавторстві);
- «Українське державотворення: невитребуваний потенціал» (1997, у співавторстві);
- «Національно-державницька думка у персоналіях» (1997, у співавторстві);
- «Міграційні процеси в сучасному світі. Світовий, регіональний та європейський виміри» (1998, у співавторстві);
- «Національно-державне будівництво: концептуальні підходи, сучасна наукова література» (1999, у співавторстві);
- «Етнос, нація, держава» (2000, у співавторстві);
- «Енциклопедія етнокультурознавства» (книги 1—6, 2000–2002, у співавторстві);
- «Нелегальна міграція та торгівля жінками у міжнародно-правовому контексті» (книги 1—4, 2001, у співавторстві);
- «Етнодержавознавство. Теоретико-методологічний аспект» (2002, у співавторстві);
- «Міжнародно-правові проблеми протидії нелегальній міграції та торгівлі жінками» (2003).

## Критика
Історик Г. В. Касьянов охарактеризував працю «Мала енциклопедія етнодержавознавства» як «досить строката суміш наукових статей, публіцистики, фраґментів ідеологічних розробок, політичних програм, офіційних документів, праць "класиків" тощо».

## Відзнаки
Заслужений діяч науки і техніки України (з 1989 року), лауреат Державної премії УРСР імені Т. Г. Шевченка (за 1989 рік), премій імені Я. Галана Спілки журналістів України (за 1972 рік), імені М. П. Василенка НАН України (за 1997 рік), імені Ярослава Мудрого АПрН України (за 2002 рік), Державної премії України в галузі науки і техніки (за 2005 рік; за шеститомне видання «Енциклопедія етнокультурознавства»), лауреат багатьох конкурсів наукової літератури.
За багаторічну наукову і практичну діяльність нагороджений орденом «За заслуги» III ступеня (травень 1999), медаллю М. Вавілова Всесоюзного товариства «Знання» (1982), Почесною грамотою Верховної Ради України, почесними відзнаками МВС України та міжнародних поліцейських асоціацій.